# Tarif de Marseille
Un tarif de Marseille est un document épigraphique carthaginois découvert en 1845 à Marseille. Ce document, après avoir été considéré par certains historiens comme prouvant des cultes phéniciens et donc une installation phénicienne dans la ville, est considéré comme provenant du site archéologique de Carthage.

## Histoire
L'inscription était selon Lipinski affichée dans le temple de Baal Saphon à Carthage.
La pierre est découverte en juin 1845 dans le quartier de la cathédrale Sainte-Marie-Majeure de Marseille par des ouvriers lors de la démolition d'une maison. Sa présence à Marseille pourrait s’expliquer par son emploi comme pierre de lest par un navire venant de Carthage, qui l’aurait abandonnée sur place. Le document est traduit par Georges Niculy Limbery mais de manière erronée selon Félicien de Saulcy.
Le tarif est exposé depuis mars 2019 au musée d'archéologie méditerranéenne de Marseille.

## Description

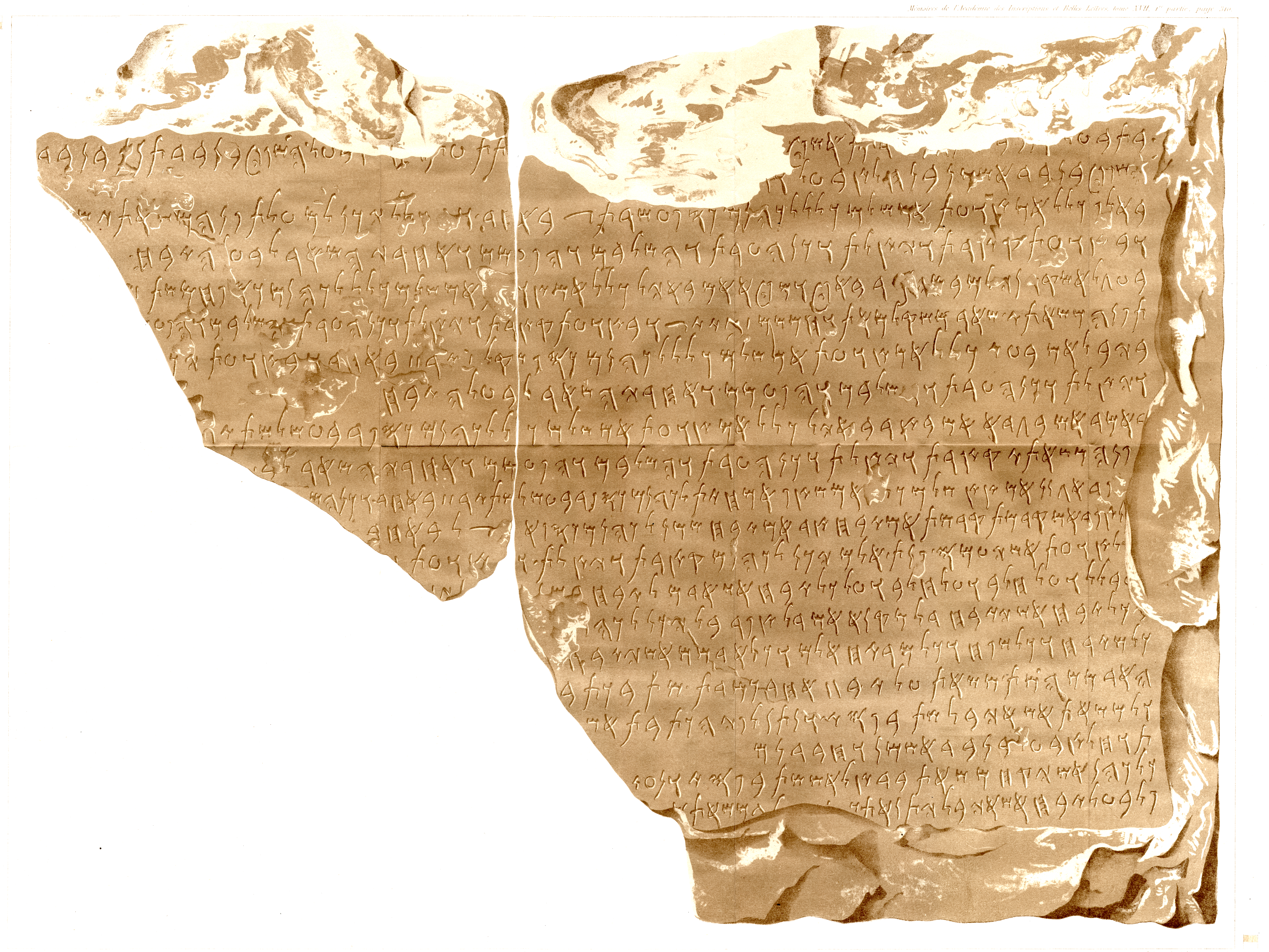
Le tarif de Marseille dans l'article de Félicien de Saulcy de 1847.

Seuls deux fragments de l'inscription ont été retrouvés. Saulcy, qui dénombre 21 lignes pour 872 caractères, y voit « le type le plus parfait qui ait été retrouvé jusqu'à ce jour [1847] de l'écriture phénicienne ». Le document figure dans le Corpus Inscriptionum Semiticarum.
L’inscription contient une liste hiérarchisée des offrandes aux divinités, Ba'al en particulier, et la partie de l'offrande devant revenir aux desservants du culte.

## Interprétation
Le texte fait partie des rares documents puniques épigraphiques connus dans le champ autre que funéraire. Les inscriptions funéraires puniques sont stéréotypées et ce document est important pour la connaissance de la religion carthaginoise. Cet intérêt est souligné dès l'étude de Félicien de Saulcy.